# 金星容
金星容（：／ Kim Sung-yong，1960年—），曾被音譯為金成，韓裔美國人，外交官，2021年1月至6月間代理美國東亞暨太平洋事務助理國務卿，此前歷任美國駐印尼大使及美国驻菲律宾大使等職。他是首位韓裔的美國駐韓大使。

## 生平
1960年出生於漢城（今首爾），父親曾是韓國駐日本大使館的外交官，1973年移民至洛杉磯，1980年取得美國公民權。加入外交界服務後，於2006年時擔任美國國務院亞太局韓國事務處長，2008年7月31日起作為美國特使參加六方會談。2011年6月24日，受美國總統歐巴馬提名，10月13日經參議院一致通過出使韓國。2012年12月受韓國總統朴槿惠會見。2014年，金星容结束驻韩大使任期，經总统奥巴马任命为美国对朝政策特别代表。2016年，金星容被任命为美国驻菲律宾大使。2020年結束任期並改任駐印尼大使。2021年1月20日起暫時代理亞太助卿職務，領導國務院亞太局運作。